# Гамидов, Валерий Григорьевич
Валерий Григорьевич Гамидов (20 февраля 1953, Макеевка, Сталинская область — 17 июля 2021, Каменское, Днепропетровская область) — советский и украинский футболист, полузащитник, нападающий.
Воспитанник ДЮСШ Макеевка. Начинал играть на региональном уровне в командах «Шахтёр» Макеевка (1970), «Старт» Чугуев (1971—1972), «Кировец» Макеевка (1973—1976). Всю карьеру в командах мастеров провёл во второй лиге, выступая за клубы «Новатор» Жданов (1977—1979, 1984—1988 — 337 матчей, 53 гола), «Металлург» Днепродзержинск (1980—1983 — 160 матчей, 16 голов), «Шахтёр» Павлоград (1989 — 2 матча).
Играл в соревнованиях КФК СССР и на любительском уровне в Украине за днепродзержинские клубы «Прометей» (1981), «Гидромеханизация» (1981), «Радист-2» (1989), «Прометей» (1993, 1994/95), «Радист» (1994), «Полимер» (1995), БКХЗ (1996), «Баглейкокс-Дзержинец» (1997), «Икар» (1998); «Овощевод» Петриковка (1991—1993), «Колос» Новомосковск или Магдалиновка (1992).
Скончался 17 июля 2021 года в возрасте 68 лет.